# Tegna
Tegna es una comuna suiza del cantón del Tesino, situada en el distrito de Locarno, círculo de Melezza. Limita al noreste con la comuna de Avegno-Gordevio, al sureste con Locarno, al sur con Losone, y al oeste y noroeste con Verscio.